# Rapt (film, 1952)
Pour les articles homonymes, voir Rapt (homonymie).
Pour plus de détails, voir Fiche technique et Distribution.
Rapt (Hunted) est un film britannique réalisé par Charles Crichton et sorti en 1952.

## Synopsis
Robbie est un orphelin de 6 ans placé à Londres chez des parents adoptifs aussi indifférents que maltraitants. Ayant accidentellement allumé un petit incendie dans la maison, il craint d'être sévèrement puni et battu par son père adoptif, comme il l'a déjà été par le passé. Il s'enfuit dans les rues et se réfugie dans le sous-sol d'un immeuble en ruine, vestige de la guerre. Là, il fait la connaissance de Chris Lloyd, un jeune marin, qui est lui-même en fuite car il vient, dans le feu de l'action, de tuer l'employeur de sa femme, dont Lloyd avait découvert qu'ils avaient une liaison. Alors que Robbie s'attache à Lloyd, ce dernier essaie à plusieurs reprises de se débarrasser du garçon mais avec autant de soin que possible. Avec beaucoup d'hésitation, Lloyd décide d'utiliser l'orphelin pour récupérer dans son appartement de l'argent dont il a tant besoin.   
Par la suite, Lloyd se sent obligé d'amener Robbie avec lui. Au début de leur fuite, Lloyd considère le jeune garçon avec dédain et comme un fardeau, tandis que Robbie est soupçonneux et se méfie du jeune homme. Au fur et à mesure que leur voyage progresse, cependant, cet étrange couple développe progressivement un lien fort d'amitié, de confiance et de cause commune. Tous deux ont le sentiment d'avoir "coupé les ponts" et de n'avoir plus rien à perdre.
Alors qu'ils voyagent vers le nord en direction de l'Écosse avec la police à leur trousse dans une course poursuite quelque peu déconcertante, le duo atteint enfin un petit port de pêche écossais, où Lloyd vole un bateau et met le cap sur l'Irlande. Pendant le voyage, Robbie tombe gravement malade et a besoin de voir un médecin. Lloyd décide alors de retourner vers l'Écosse pour trouver faire soigner l'enfant, sachant  pertinemment que la police l'attend.

## Fiche technique
- Titre original : Hunted ; The Stranger in Between (USA)
- Titre français : Rapt
- Réalisation : Charles Crichton
- Scénario : Jack Whittingham sur une idée de Michael McCarthy
- Direction artistique : Alex Vetchinsky
- Photographie : Eric Cross
- Son : Gordon K. McCallum et John W. Mitchell
- Montage : Gordon Hales et Geoffrey Muller ; Graeme Hamilton (son)
- Musique : Hubert Clifford
- Production : Julian Wintle
- Société de production : Independent Artists
- Sociétés de distribution : General Film Distributors (Royaume-Uni) ; Victory Films (France)
- Pays d'origine : Royaume-Uni
- Format : Noir et blanc - 35 mm - 1,37:1 - Mono
- Durée : 84 minutes
- Dates de sortie : 
  -  Royaume-Uni : 17 mars 1952
  -  France : 26 septembre 1952

## Distribution
- Dirk Bogarde : Chris Lloyd
- Kay Walsh : Mrs. Sykes
- Elizabeth Sellars : Magda Lloyd
- Geoffrey Keen : l'inspecteur Deakin
- Frederick Piper : Mr. Sykes
- Jane Aird : Mrs. Campbell
- Julian Somers : Jack Lloyd
- Jon Whiteley : Robbie
- Jack Stewart : Mr. Campbell
- Douglas Blackwell : l'inspecteur  Grayson
- Leonard White : Police station sergeant
- Gerald Anderson : Assistant Commissioner
- Denis Webb : Chief Superintendent
- Gerald Case : Deputy Assistant Commissioner
- John Bushelle : Chief Inspector
- Molly Urquhart : la serveuse

## Récompense
- Léopard d'or au Festival de Locarno.